# Coelacanthiformes
A ordem dos Coelacanthiformes que inclui apenas os celacantos, possui três famílias: Coelacanthidae, Mawsoniidae e Latimeriidae, cujos membros estão extintos, menos o gênero Latimeria. Acreditava-se que estavam extintos até 1939 quando o capitão de uma traineira de pesca sul-africana quase teve a mão arrancada por um celacanto.

## Registro fóssil
De acordo com a análise genética das espécies atuais, acredita-se que a divergência de celacantos, peixes pulmonados e tetrápodes tenha ocorrido há cerca de 390 milhões de anos. Pensava-se que os celacantos haviam sido extintos há 66 milhões de anos, durante o evento de extinção do Cretáceo-Paleógeno. O fóssil de celacanto mais antigo identificado, encontrado na Austrália, era de uma mandíbula que datava de 360 milhões de anos atrás, chamada Eoachtinistia foreyi.  O celacanto mais recente no registro fóssil é um mawsoniid marinho fragmentário do final do Maastrichtiano do Marrocos. O paleontólogo Paulo Brito, o maior especialista mundial em  celacanto pumonado, confirmou que o  celacanto de 66 milhões de anos descoberto no Marrocos teria 5,2 metros de comprimento com tamanho de pulmão surpreendentemente anormal.